# Petit Salaman
Petit Salaman est un îlot de la rade de Marseille, faisant partie de l'archipel du Frioul.
Il s'agit d'un rocher désertique.
Le site est surtout connu des pratiquants de plongée sous-marine.